# Ricardo Bernal
Ricardo Bernal (Ciutat de Mèxic, 30 de març de 1970) és un tenor líric mexicà. Nascut a Ciutat de Mèxic i actualment establert a Barcelona. Inicia els seus estudis de cant als de 16 anys al Conservatori Nacional de Música (Mèxic) amb la soprano Irma González i després amb el mestre de cant Enrique Jaso. Posteriorment continua al "Programa d'Òpera Merola" de l'Òpera de San Francisco (EUA) i al Opernstudio de Zúric (Suïssa).